# Теория речевых кодов
Теория речевых кодов (англ. Speech codes theory) — коммуникационная теория, сформулированная американским исследователем, теоретиком и этнографом коммуникации Джерри Филипсеном. Согласно этой теории, в каждой культуре, каждом сообществе или социальном классе существует свой речевой код, определяющий коммуникативное поведение членов определённой общности.

## История создания
Основой для возникновения теории речевых кодов стали два этнографических исследования, проведённых Джерри Филипсеном в 1960—1980-е годы. Первое из них было посвящено изучению особенностей речевого поведения чикагского сообщества, которое Филипсен назвал «Тимстервиль» (англ. Teamsterville — город водителей грузовиков). Объектом для второго исследования стали жители Санта-Барбары и Сиэтла, хотя сообщество с речевым кодом, к которому они принадлежали, не ограничивалось этими городами. Их манера коммуникации была понятна большинству американцев, и потому Филипсен дал им название «Накирема» (английское слово American, написанное наоборот).
Изначально теория носила название «этнография коммуникации», но впоследствии была изменена Филипсеном на «теорию речевых кодов», когда теория перешла от описания к объяснению и прогнозированию. К тому же, исследователь обнаружил, что многим людям было сложно воспринять понятие «этнографии» просто как исследовательский метод.
Теория речевых кодов неоднократно дополнялась. В работе 1992 года «Говоря о культуре: исследования социальной коммуникации» (англ. «Speaking Culturally: Explorations in Social Communication», Дж. Филипсен), где теория была представлена впервые, Филипсен приводил только 4 эмпирические предпосылки, которые составляли суть его теории. В книге «Развивая теории коммуникации» (англ. «Developing Communication Theories», Дж. Филипсен, Т. Л. Олбрехт, 1997) в главе о теории речевых кодов Филипсен расширяет количество предпосылок до пяти, которые затем дополняются последней, шестой (хотя в перечислении она становится второй) предпосылкой в работе «Теории межкультурных коммуникаций» (англ. «Theorizing About Intercultural Communications», У. Б. Гудикунст, 2005) в главе, написанной Филипсеном в соавторстве с Лизой Куту и Патрицией Коваррубиас.

## Определение речевого кода
Речевой код — это исторически сложившаяся, социально сконструированная система терминов, значений, предпосылок и правил, относящихся к коммуникативному поведению. Также речевой код можно определить как набор правил, определяющих, «что говорить и как говорить в определённом контексте».
Существует два аспекта речевого кода, необходимые для понимания его применения в теории:
1. речевые коды — это построения, формулируемые исследователем, которые отображают особенности коммуникативного поведения членов определённого сообщества. Эти построения основываются на тех средствах, к которым прибегают члены сообщества, чтобы «осуществлять, называть, интерпретировать коммуникативное поведение или выносить суждения о нём»[4].
2. эти средства — то есть символы, предпосылки, значения и правила — создаются самими людьми в процессе общественной жизни. Это означает, что люди также могут отвергать эти средства, изменять их или подстраивать к новым нуждам и целям.

## Содержание теории
Теория речевых кодов имеет в своём основании 6 предпосылок.

### Предпосылка 1. Отличительность речевых кодов
```
Когда есть отдельная культура, можно найти особый речевой код.
```

Эта предпосылка означает, что если люди где-либо создают коды, эти коды включают в себя символы, значения, предпосылки и правила, относящиеся к коммуникативному поведению. Она также указывает, что эти коды всегда будут различными, в зависимости от того, к какой культуре они принадлежат.
Филипсен подчеркивает, что в контексте теории речевых кодов термин «культура» понимается не как географическая, политическая или социальная единица, но как код, состоящий из символов, значений, предпосылок и правил.

### Предпосылка 2. Многочисленность речевых кодов
```
В любом данном речевом сообществе используются многочисленные речевые коды.
```

Речевые коды не появляются в общественной жизни отдельно от других речевых кодов, но, напротив, вместе с ними. Люди могут подвергаться воздействию других речевых кодов или применять несколько речевых кодов одновременно.

### Предпосылка 3. Сущность речевых кодов
```
Речевой код включает особую, с точки зрения культуры, психологию, социологию и риторику.
```

Элементы речевого кода определяют не только коммуникативное поведение, но также подразумевают в каждой отдельной культуре особые представления о человеческой природе (психология), социальных отношениях (социология) и стратегиях поведения (риторика).

### Предпосылка 4. Интерпретация речевых кодов
```
Важность разговора зависит от речевых кодов, используемых говорящими и слушающими для создания и интерпретации коммуникации.
```

В каждой культуре люди сами решают, что означает для них та или иная речевая практика, какая является важной, а какая, напротив, достойна порицания.

### Предпосылка 5. Место речевых кодов
```
Термины, правила и предпосылки речевого кода неразрывно связаны и вплетены в сам разговор.
```

Эта предпосылка означает, что для обнаружения речевого кода необходимо наблюдать за коммуникативным поведением людей и прислушиваться к их разговорам. Кроме того, необходимо обращать внимание на следующие элементы кода:
- элементы метакоммуникации (то есть слова и высказывания о коммуникативном поведении)
- использование этих элементов в особенно важные моменты взаимодействия
- контекстуальные паттерны коммуникативного поведения
- такие особые формы коммуникативного поведения, как тотемные ритуалы (выполнение определённой последовательности действий для определённых случаев), мифы (сюжеты, имеющие особую важность в сообществе) и социальные драмы (публичные конфронтации, в которых поведение других людей подвергается критике)[6]

### Предпосылка 6. Сила речевых кодов в обсуждении
```
Искусное использование речевого кода - достаточное условие для прогнозирования, объяснения и контролирования формы дискурса о понятности, благоразумии и нравственности коммуникативного поведения.
```

Участники коммуникации используют речевые коды, чтобы обозначать, интерпретировать, объяснять, оценивать, оправдывать и формировать свои собственные действия в процессе коммуникации, а также действия других её участников. Когда при коммуникации используются общие речевые коды, это позволяет эффективно контролировать и предсказывать ответы собеседников. Таким образом, участники коммуникации могут направлять метакоммуникацию — то есть разговор о разговоре.

## Критика теории
Несмотря на то, что большинство учёных одобрительно относится к работе Филипсена, его приверженности к долгосрочному включённому наблюдению и согласны с его интерпретациями коммуникативного поведения, в теории речевых кодов существуют несколько моментов, вызывающих критику.
Одно из критических возражений было сформулировано Джоном Стюартом в книге «Развивая теории коммуникации» (англ. «Developing communication theories»). Оно заключается в том, что «теория речевых кодов не учитывает проявления власти в дискурсе. Это серьёзное упущение в контексте теоретических предположений, методологической базы и изучения собранных в процессе исследования материалов». Филипсен отвечает на эту критику, подчеркивая, что этнографическое исследование даёт людям право голоса и изучает полученные данные, а не основывает свои наблюдения на изначальном предположении, что власть является доминирующим компонентом дискурса.
Также некоторые исследователи, в том числе Эм Гриффин, обвиняют Филипсена в культурном детерминизме. Что, как следствие, приводит к тому, что в рамках его теории культура предстаёт как нечто статичное. Однако это утверждение опровергается как самим Филипсеном, так и прочими подобными этнографическими исследованиями. Филипсен утверждает, что «то, что речь структурирована, не означает, что она абсолютно детерминирована. Она имеет определённые паттерны, которые, однако, носители речевого кода могут обойти, оспорить или пересмотреть».
Учёные-эмпирики также указывают на необходимость большей научной точности в исследованиях, прежде чем делать обобщения. Исследование сообщества Накиремы вызывает ряд методологических вопросов, так как границы этого сообщества никак не определены. К тому же, Филипсен основывает свою теорию на сравнительном анализе только двух сообществ с практически противоположными речевыми кодами, что вызывает желание поделить мир на две культурные группы. И без примера культуры, которая имеет черты обоих сообществ, нет доказательств обратного.